# 佐敦 (醫生)

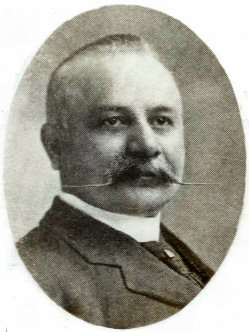
佐敦醫生

佐敦（英語：Gregory Paul Jordan，1856年11月6日—1921年12月4日）香港醫生，曾任香港政府衞生官及香港大學校長。

## 職業
佐敦於1888年到1889年，出任香港華人西醫書院外科部主管。
佐敦任職香港政府衞生官期間，曾與其他英國醫生尋找鼠疫防治方法。
佐敦在1913年到1921年間，出任香港大學副校長。1918年到1921年間出任署理校長。校長任內，聯同遮打爵士等籌款捐建香港大學孔慶熒樓。孔慶熒樓於1919年由香港總督司徒拔爵士揭幕。